# ديفيد كوين (رسام)
ديفيد كوين (بالإنجليزية: David Quinn)‏ هو رسام أيرلندي، ولد في 1970.